# Cimicoidea
Cimicoidea (лат.) — надсемейство полужесткокрылых насекомых из подотряда клопов.

## Описание
Полунадкрылья обычно с 4-5 свободными жилками, хотя у Curaliidae жилки отсутствуют.

## Экология
Питаются членистоногими или кровью теплокровных позвоночных. Редко встречается фитофагия. При спаривании у некоторых представителей самец для протыкает брюшную стенку самку для передачи спермы. Этот способ копуляции известен как травматическое осеменение.

## Систематика
Надсемейство включает в себя следующие семейства:
- Anthocoridae
- Cimicidae
- Curaliidae[2]
- Polyctenidae
- Plokiophilidae
- Medocostidae
- Velocipedidae
- Nabidae
- †Vetanthocoridae